# Johann Liebieg

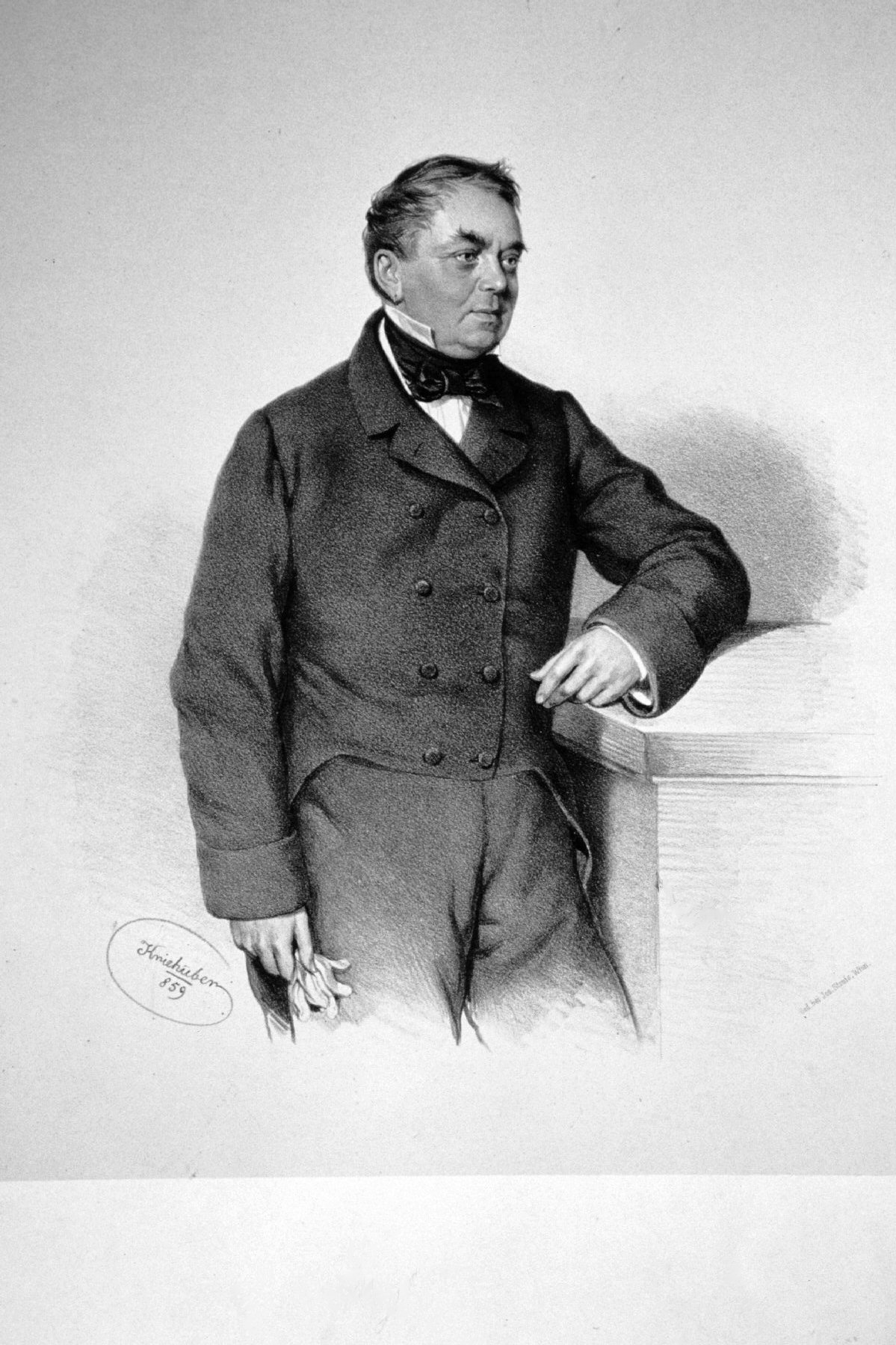
Johann Liebieg, Lithographie von Josef Kriehuber, 1859.

Johann Liebieg (* 7. Juni 1802 in Braunau, Bezirk Braunau, Königgrätzer Kreis; † 16. Juli 1870 in Smirschitz, Bezirk Königgrätz), ab 1868 Johann Freiherr von Liebieg, war ein deutsch-böhmischer Textilfabrikant und Industrieller.

## Leben
Johann Liebieg erlernte bei seinem Vater Adam Franz Thomas Liebieg in Braunau in Ostböhmen die Tuchmacherei. Seine Schwester Pauline heiratete den Kaufmann Wenzel Rudolf Dworzak (1799–1841), der später als Gesellschafter in Johann Liebieg & Co einstieg.
Johann etablierte in Reichenberg in Nordböhmen zusammen mit seinem älteren Bruder Franz Liebieg (1799–1878) ein kleines Schnittwarengeschäft. 1828 erwarben sein Bruder Franz und er eine im Jahre 1806 durch Christian Christoph Graf Clam-Gallas gegründete Rotgarnfärberei in Reichenberg, die sich zu einer der bedeutendsten Textilfabriken in der Habsburgermonarchie durch die erfolgreiche Herstellung von Merinos, Lastings und Tibets entwickelte. Nach der geschäftlichen Trennung von seinem Bruder Franz begann Johann Liebieg 1843 mit der Herstellung von Orléans und Mohairs, gründete 1850 in Reichenberg eine Kammgarnspinnerei, in welcher 1873 600 mechanische und 180 Handwebstühle sowie 5300 Weftgarn- und 2000 Streichgarnspindeln in Betrieb waren und baute sein Textilunternehmen weiter aus.
1845 eröffnet er in Swarow bei Groß Hammer eine Baumwollspinnerei, mit welcher er zehn Jahre später eine Spinnerei und Zwirnerei im benachbarten Haratitz verband. Hier waren 1873 47000 Baumwollspindeln, 6400 Zwirnspindeln und 400 mechanische Webstühle in Tätigkeit. Eine zweite große Baumwollspinnerei errichtete er von 1856 bis 1863 in Eisenbrod. Etwa um dieselbe Zeit erbaute er in Mildenau im Bezirk Friedland eine Kammgarnspinnerei, verbunden mit 120 Handwebstühlen, während er in den umliegenden Ortschaften Hunderte solcher Stühle betrieb. Schon 1841 hatte er für sein Zentraldepot in Wien eine Färberei und Appreturanstalt in Mödling errichtet, die er 1845 nach Nußdorf verlegte.
1852 erwarb Liebieg im ungarischen Komitat Bihar eine verlassene Glashütte und bedeutende Waldungen. Er siedelte hier böhmische Arbeiter an, erbaute mit großem Aufwand Straßen, richtete die Glashütte wieder ein und erzeugte bald 60.000 Zentner Glas im Jahr. 1866 verkaufte er die Besitzung. In der Folge begründete und erwarb er zudem eine bedeutende Kunstmühle in Haratitz, Dachschieferbrüche in Radschitz bei Eisenbrod, Kupferwerke in Rochlitz a.d. Iser und Gutenstein (Nö.), eine Spiegelfabrik in Elisenthal, Kalksteinbrüche und Kalköfen bei Smrčí bei Eisenbrod sowie eine Dampfbrettsäge und eine Bierbrauerei auf den Domänen Smirschitz und Horinowes im Königgrätzer Kreis, wozu er 1865 noch die Waldherrschaft Daschitz und Vysoké Chvojno hinzukaufte.
Für seine 6300 Arbeiter und Beamte richtete Liebieg viele humanitäre Einrichtungen (Unterstützungsinstitute, Bäckereien, Speiseanstalten, Unterrichtsanstalten, Kinderkrippen, Wohnsiedlungen) ein, welche einen jährlichen Aufwand von bis zu 20.000 Gulden erforderten. Vielfach beteiligte er sich auch an öffentlichen Angelegenheiten. Er war Vorstand des Reichenberger Gewerbevereins, Präsident der dortigen Handelskammer, 1849 Delegierter der k.k. Regierung beim volkswirtschaftlichen Ausschuss in Frankfurt a. M., 1851 Mitglied der Kommission zur Regulierung der Valuta sowie langjähriges Reichsratsmitglied.
Im März 1870 brach in der Liebieg'schen Fabrik in Swarow ein Streik der Textilarbeiter aus, der von Soldaten des k.u.k. Infanterieregiments „Großfürst Constantin“ Nr. 18 niedergeschlagen wurde. Vier Arbeiter kamen zu Tode.
Die Liebieg-Werke gehörten zu den größten Industrieunternehmen Österreich-Ungarns und der späteren Tschechoslowakei.

## Familie
Johann Liebieg heiratete 1832 in St. Georgenthal bei Warnsdorf Marie Therese Münzberg (1810–1848), eine Tochter des Leinenfabrikaten Anton Münzberg und der Theresia Ulbricht. Das Paar hatte vier Söhne und sieben Töchter, darunter:
- Johann (1836–1917), Textilindustrieller, seit 1866 Gesellschafter, 1867–1869 Landtagsabgeordneter
- Heinrich (* 29. April 1839; † 5. April 1904), Kunstsammler, Mäzen ⚭ Karoline Voigt (1848–1928)
- Theodor (1840–1891), Textilindustrieller, seit 1866 Gesellschafter, später Besitzer des Weinguts „Freiherr von Liebieg“ auf Schloß Niederburg in Gondorf bei Koblenz ⚭ 1879 Angelika Clemens
- Marie Pauline (1835–1914), Leiterin des von Liebieg 1865 erbauten Kinderheims, stiftete ihr Vermögen für kirchliche und wohltätige Zwecke
- Adeline (1837–1877) ⚭ 1856 Josef von Mallmann (1827–1886), Industrieller, ab 1860 Gesellschafter der Firma Johann Liebieg & Co., ab 1871 deutscher Konsul, ab 1881 Generalkonsul in Wien, 1868 in den erblichen Ritterstand erhoben[2]
- Hermine (1842–1918) ⚭ Emil von Mallmann (1831–1903), Bankier in Paris, Politiker
- Ida Josepha (1844–1845)
- Leontine Wilhelmine Maria Anna (* 26. Februar 1846) ⚭ 1865 Adolf von Zahony (* 12. November 1833; † 24. Juli 1907)
- Gabriele Emilie Maria Anna (* 10. Februar 1848) ⚭ Karl Weinrich (* 27. März 1843), Gutsbesitzer
- Bertha (1848–1911) ⚭ Freiherr Karl von Gagern (1846–1923) Legationsrat, Landtagsabgeordneter

Liebiegs Söhne Theodor und Heinrich sowie spätere Familienmitglieder waren auch in den liebiegschen Unternehmen tätig.
Nach dem Tod seiner ersten Frau heiratete er 1853 in Bürgstein bei Böhmisch Leipa Marie Luise Jungnickel (1830–1891), eine Tochter des Leinenfabrikanten Johann Nepomuk Jungnickel und der Franziska Münzberg. Das Paar hatte vier Söhne, darunter:
- Alfred (1854–1930), deutscher Generalkonsul in Wien ⚭ Therese von Mallmann (* 14. November 1862), Tochter von Josef von Mallmann
- Otto (1857–1930)
- Karl (1866–1901)

Alle waren Zuckerindustrielle und als Gesellschafter an der Skřiwaner Zuckerfabrik beteiligt.